# Sâdhu
 (novembre 2013).
Si vous disposez d'ouvrages ou d'articles de référence ou si vous connaissez des sites web de qualité traitant du thème abordé ici, merci de compléter l'article en donnant les références utiles à sa vérifiabilité et en les liant à la section « Notes et références ».

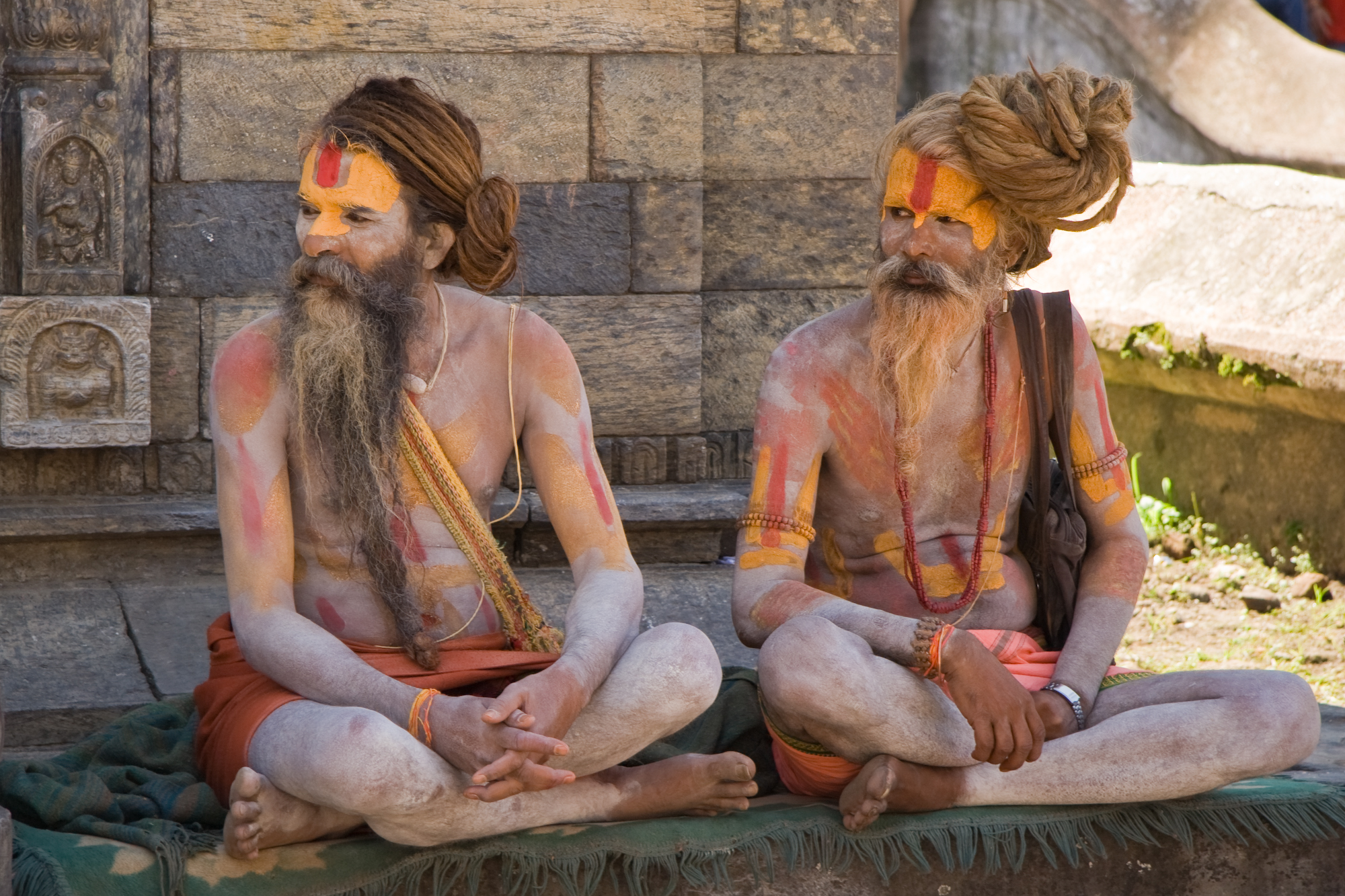
Deux Sadhous à Katmandou.

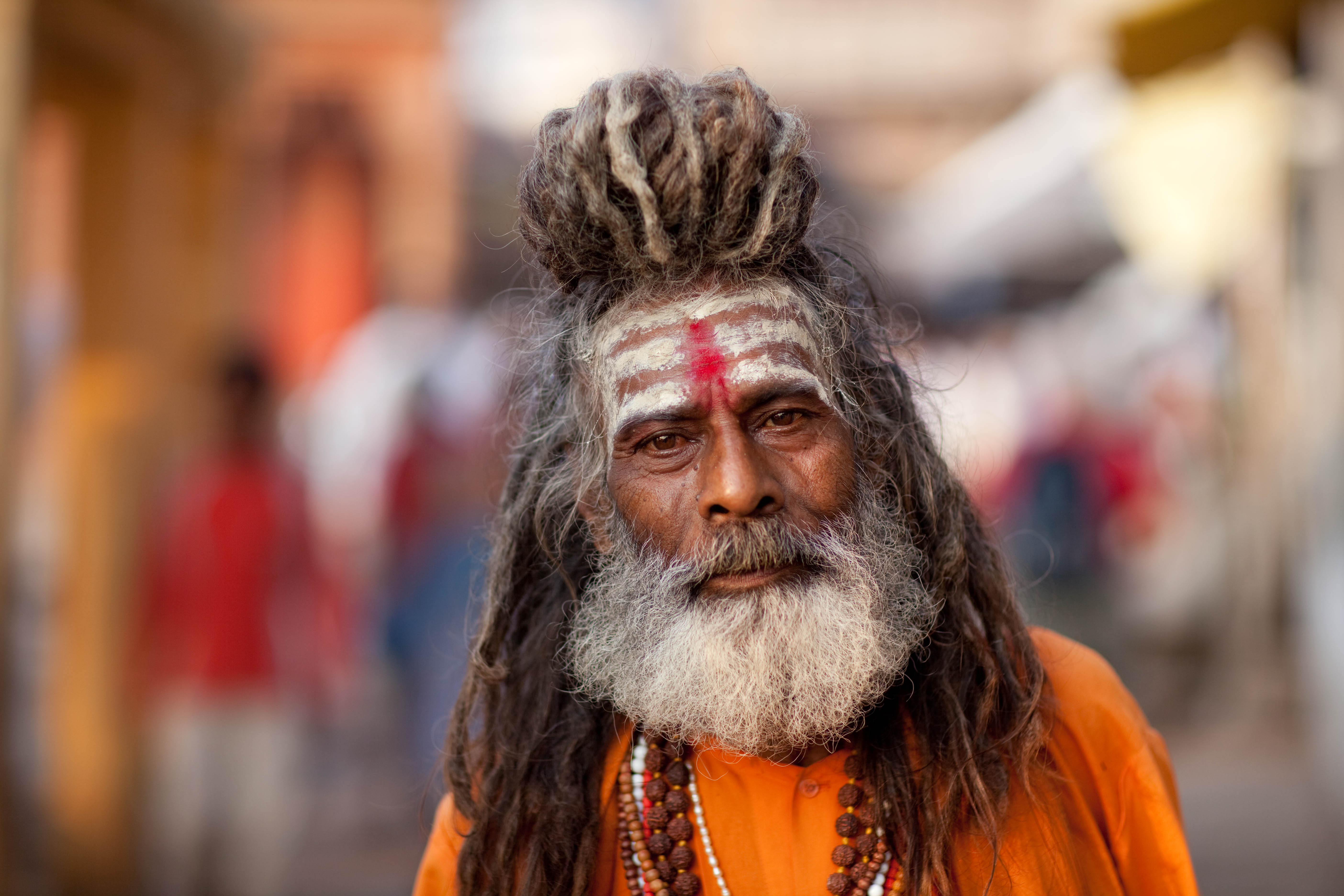
Sadhou shivaïte à Vârânasî (Inde).

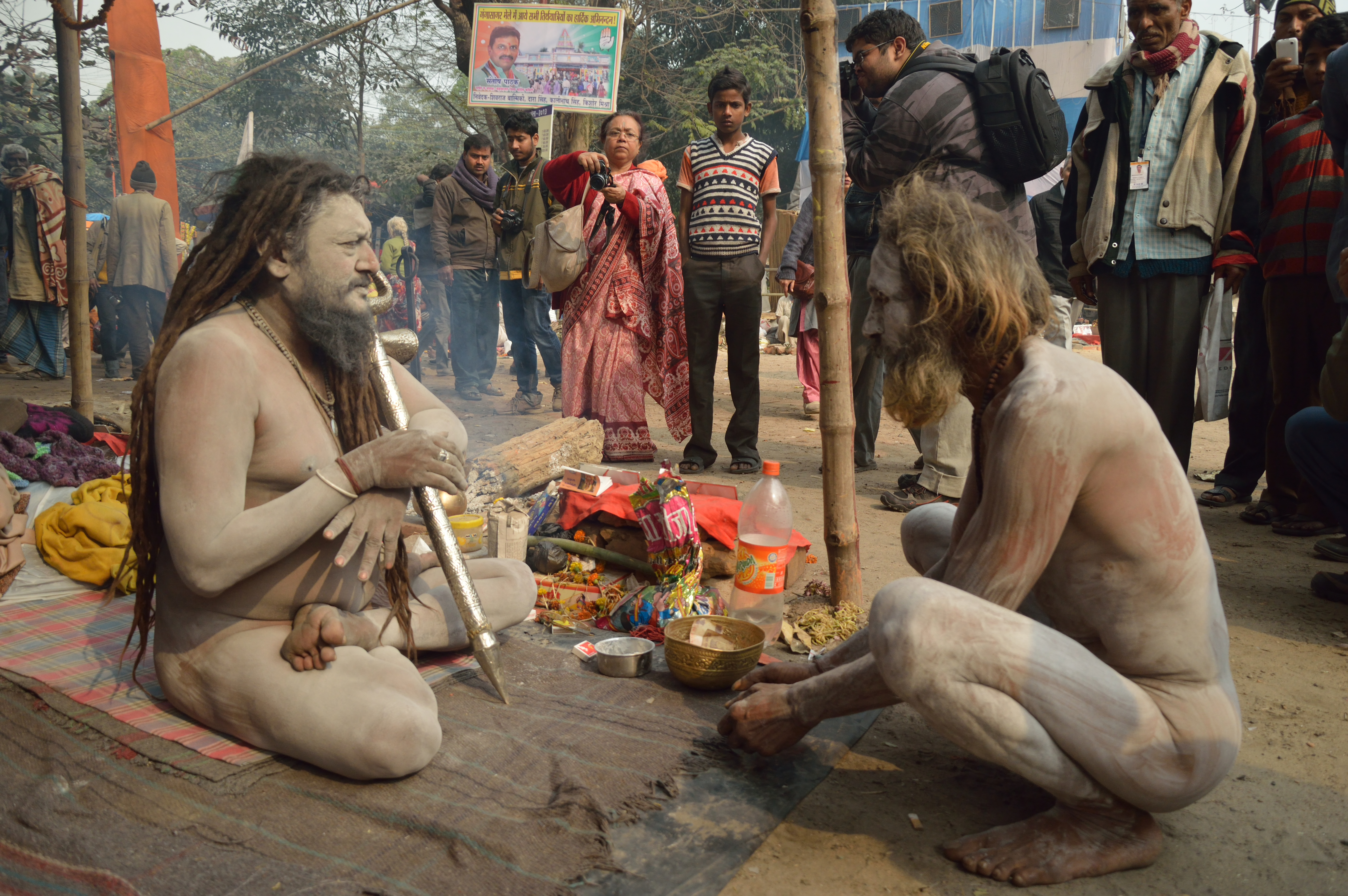
Naga sādhu (Sadhou nu) en Inde 2013.

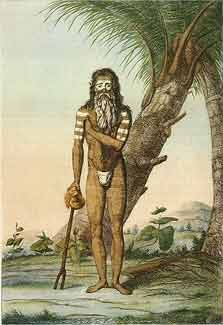
Gravure du XVIIIe siècle.

Le sādhu ou Sadhou, (du sanskrit साधु sādhu, « ayant atteint son but, homme de bien, saint homme ») est, en Inde, celui qui a renoncé à la société pour se consacrer à l'objectif de toute vie, selon l'hindouisme, qui est le moksha, la libération de l'illusion (māyā), l'arrêt du cycle des renaissances et la dissolution dans le divin, la fusion avec la conscience cosmique. En tant que renonçants, ils coupent tout lien avec leur famille, ne possèdent rien ou peu de choses, s'habillent d'un longhi, d'une tunique, de couleur safran pour les shivaïtes, jaune ou blanche pour les vishnouites, symbolisant la sainteté, et parfois de quelques colliers. Ils n'ont pas de domicile et passent leur vie à se déplacer sur les routes de l'Inde et du Népal, se nourrissant des dons des dévots.
Au-delà de la recherche spirituelle, les raisons qui poussent à choisir la vie de sādhu peuvent être diverses : fuir sa caste, échapper à une situation familiale pénible, à une situation économique calamiteuse, mais aussi pour une femme à l'infamie du veuvage, ce qui fait qu'il existe, bien qu'en nombre bien moindre (10 % de la population sādhu), des sādhu femmes ou sādhvī (साध्वी sādhvī).
Les sādhu constitueraient 0,5 % de la population indienne, soit quatre à cinq millions de personnes.[réf. nécessaire]
Ils seraient apparentés aux gymnosophes, les philosophes nus que les Grecs d'Alexandre le Grand croisent en pénétrant le monde indien.
Dans leur recherche d'absolu, les sādhu pratiquent des tapas, récitations de mantras, rituels magiques, contrôle du souffle, yoga, abstinence sexuelle, vœu de silence, méditation ou mortifications.
Un grand nombre d'entre eux consomment rituellement du haschich, comme Shiva est censé le faire selon eux, pour déchirer le voile de la maya. D'autres cependant refusent cette consommation qu'ils jugent opposée à leur idéal. Les sādhu shivaïtes frottent leur corps avec des cendres, symboles de mort et de renaissance. À l'image de Shiva, ils portent leurs cheveux extrêmement longs.
L'allégeance des sādhu à Shiva ou à Vishnou se reconnaît par les marques traditionnelles qu'ils peignent sur leur front et parfois par la couleur de leurs vêtements. Il leur arrive de s'affronter lors des Kumbhamelâ pour des problèmes de préséance, chacun prétendant entrer le premier dans l'eau sainte.

## Les sectesshivaïtesimportantes de sādhu

### Lesnaga baba

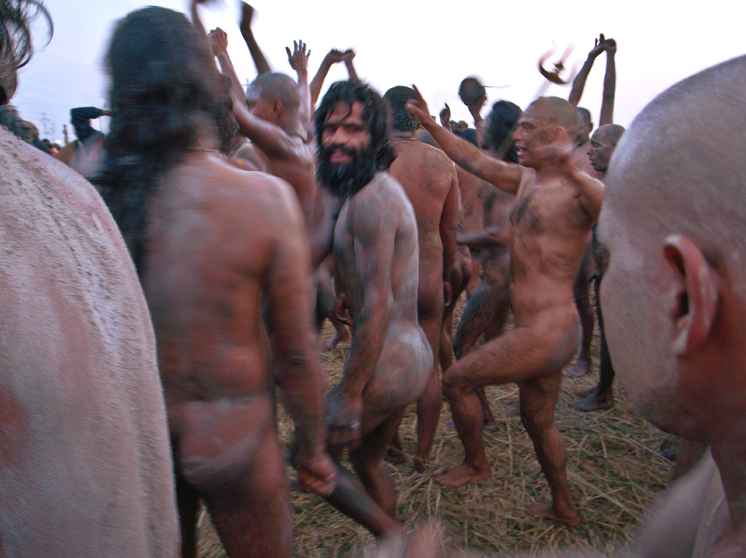
Regroupement de naga baba, Ardh Kumbh Mela, Prayagraj, 2007.

Les naga baba forment une tradition shivaïte d'ascètes dont les membres sont considérés comme les plus hauts dignitaires de la brahmanitude, du fait de leur ascèse extrême (ils sont le premier corps de yogis à pouvoir entrer rituellement dans le fleuve sacré lors des Khumba Mela) ; naga est un mot polysémique et il signifie en hindi : « montagne », « serpent », « bijou », « pierre précieuse » ou « exemplaire ». Leur existence n'a pas de fondateur connu autre que le Dieu Shiva en personne (signifiant par là que leur origine remonte à la nuit des temps) et, contrairement aux autres sādhu, ils sont vindicatifs, organisés en sept akhara, c'est-à-dire en régiments et entrent facilement en conflit avec les autres sectes. Ils luttèrent même militairement contre les envahisseurs musulmans puis contre les Britanniques. Ils arborent souvent des armes, symboliques ou non, comme des épées, des bâtons, des lances et surtout le trishula (trident), un signe du Seigneur Shiva.
En signe de non-possession absolue et de maîtrise complète de leur corps grâce au yoga, ils se dispensent souvent de tout vêtement (un des noms de Shiva est Digambara, « vêtu de Ciel »), de même que les moines jaïna digambara, ces derniers pratiquant scrupuleusement l'Ahimsâ (non-violence absolument et individuellement en n'importe quelle circonstance). La non-violence du jaïnisme est différente de la non-violence conçue par l'hindouisme : même si l'on est attaqué physiquement, ou qu'une violence se présente, s'en défendre ou prendre les armes pour protéger des vies est considéré comme une violence aussi, qui amène du karma impur dont on doit se purifier, selon les jaïns en situation de monachisme ; en revanche, les brahmanes considèrent que « tolérer la violence est une forme de violence », et le statut de Kshatriya ou d'ascète-guerrier n'est donc pas vu comme contraire à l'Ahimsâ, puisqu'ils considèrent que l'on ne doit pas laisser prospérer la violence.
Certains sont spécialistes de la mortification de leur pénis, y attachant souvent des masses très lourdes dans le but de le désexualiser et de prouver leur dévotion et abnégation envers le Dieu Shiva (représenté souvent sous forme de Lingam), pratique attestée par l'abbé Dubois, un des premiers indianistes. Leur corps est enduit de cendres provenant du feu sacré brûlant jour et nuit en l'honneur de Shiva, ou issues de bouses de vache sacrée, bouses séchées et brûlées et utilisées en Inde comme antiseptiques, ou recueillies sur les lieux de crémation. La cendre est ce qui reste lorsque le corps et ses sens sont vaincus : l’egoïsme est annihilé. Les sādhu clament ainsi leur détachement et la mise à mort des tourbillons mentaux (cittavriti) faisant obstacle au yoga, abolition de toute pensée permettant l'union avec la Divinité du yoga, Shiva, et appelé moksha (« délivrance »).

### Les Gorakhnathi
Les Gorakhnathis ou Nath babas suivent les enseignements tantriques du fondateur de leur secte Gorakhnath (peut-être autour de l'an mil), qu'ils considèrent comme une incarnation de Shiva et qui est l'auteur traditionnel du premier traité, maintenant perdu, de Hatha Yoga. Leur secte est supposée aussi vieille que le monde et Brahma, Vishnu et Shiva furent les premiers disciples de Gorakhnath aussitôt après la création. Les Gorakhnathis portent le kundala, un anneau à l'oreille que l'on perce au cours d'une cérémonie fortement ritualisée. Ils prient aussi Hanuman et Dattatreya. Leur centre principal est Gorakhpur dans l'Uttar Pradesh.

### Les Udasin
Les ascètes Udasin ou fils de Nanak ne sont ni adeptes de Shiva, ni même d'origine hindouiste car ils appartiennent à la religion Sikh. La secte a été fondée par Shrichandra le fils du Gurû Nanak, le fondateur du Sikhisme et ses membres le vénèrent ainsi que le panchayatana, un groupe de 5 divinités : Shiva, Vishnou, Surya, Durga et Ganesh depuis qu'ils se sont tournés vers l'hindouisme lorsque le deuxième gurû sikh les a excommuniés. En cas de conflit entre sectes, ils se rangent aux côtés des shivaïtes.

### Les Aghori
Les aghoris ne sont ni shaiva, ni shakta, ni vaishnav. Ils ne sont pas même hindous si on se réfère à eux[réf. nécessaire]. D'après Aghoreshwar Bhagvan Ram, ils sont au-delà et en amont des traditions connues. Aghor (qui n'est pas terrible, pas craint) est selon les aghoris avant tout un état de conscience éveillée : le concept engloberait plutôt une union mystique avec la divinité et se manifesterait par une simplicité dans la conduite de la vie quotidienne (comprendre : sans fastes, sans convenances et hypocrisie dans les rapports humains) et une compassion à l’égard de tous les êtres vivants.

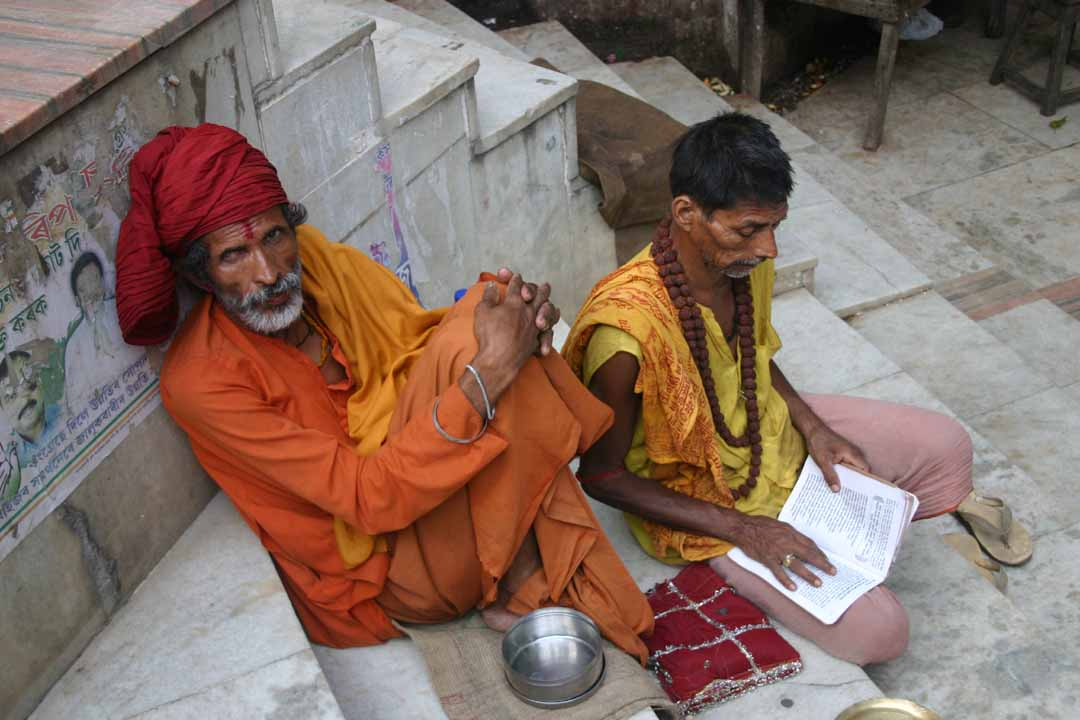
Un sâdhu aghori et son chela ou élève

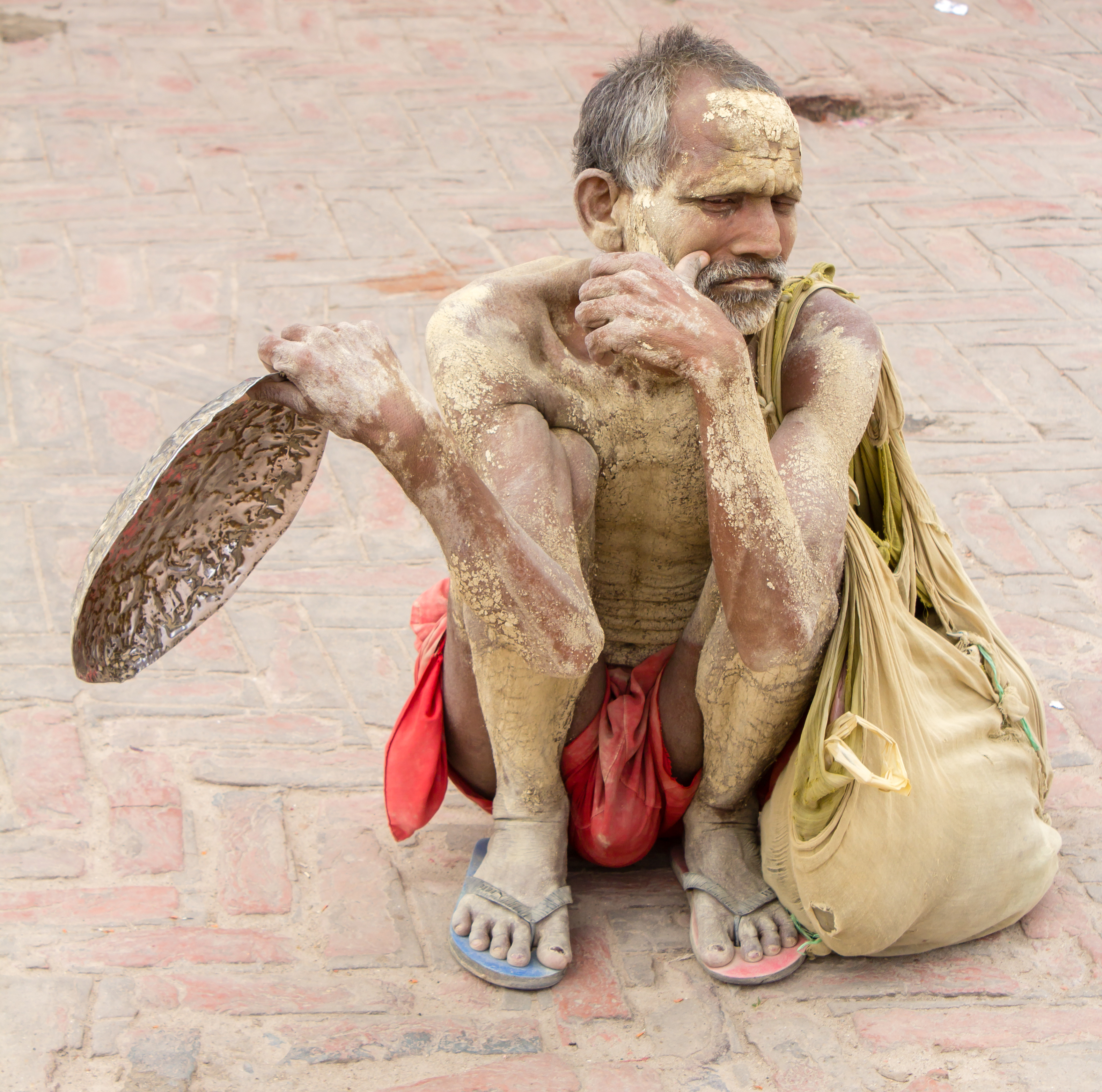
Un Sâdhu près du temple de Janaki Mandir.

Aghor désigne pour les aghoris l’état naturel, originel de l'être, et la simplicité de la conscience. Pour l'aghori, la peur, la haine, le dégoût, la discrimination de caste, de naissance ou autre, sont inexistantes, ce qui les distingue d'autres sâdhus pour qui le pur et l'impur existent, l'impur étant à fuir. La qualité principale de l'aghori idéal est l’égalité d'humeur et d'âme.
Le saint aghori (Avadhut, Aughar, Aghoreshwar) porte un regard sur l’univers détaché des dualités. Il ne différencie pas en essence le pur de l’impur. Les pratiques des aghoris visent à parvenir à cette connaissance naturelle de l’équanimité notamment par la confrontation à l’impureté : par exemple, par la consommation de chair humaine, de drogues, la fréquentation des crématoires, pour citer les exemples les plus extrêmes. L’accent est également porté sur la connaissance de l’énergie de la manifestation, Shakti, méditée et comprise à travers les trois formes traditionnelles de la déesse (Sarveshwari) : Mahakali représentant la destruction, Mahalakshmi, la préservation, et Mahasarvaswati, la création.
Les aghoris insistent particulièrement, comme les tantrikas dont ils peuvent être rapprochés, sur l’importance du guru, du maître spirituel : "Personne ne traverse l’océan de la vie vers la libération sans un maître". C’est ce dernier qui transmet la méthode nécessaire (Sadhana), afin que le disciple puisse comprendre et parcourir "la voie sans peur" (étymologiquement proche du terme aghor). L’initiation (Diksha) consiste principalement en la transmission d’un mantra sacré (Aghor Mantra), dont la répétition permet au disciple d’avancer dans sa compréhension de la Voie et d’obtenir des connaissances spirituelles. La dévotion ou Bhakti et la droiture du disciple occupent une place prépondérante dans ces pratiques.
Différentes fêtes hindoues, dont Guru Purnima (pleine lune dédiée au Guru) et Navaratri (le festival de la Déesse), sont d’une importance capitale chez les aghoris.
À l’origine, les pratiques aghoris étaient effectuées principalement dans le smashan, le crématoire hindou. Ce lieu de désolation et de mort, considéré comme impur, est aux yeux des aghoris le lieu de passage nécessaire menant à la libération. C’est par le feu des bûchers funéraires (agni) que le défunt purifie son âme afin d’obtenir la délivrance. Ainsi, le smashan est considéré par les aghoris comme un lieu propice à la pratique rituelle et à la mortification (tapasya), en vue d’obtenir une libération de son vivant. Le crématoire représente l’austérité de la vie ascétique et le détachement du monde matériel.
Le smashan est peuplé dans la mythologie hindoue de nombreuses créatures immatérielles (fantômes, ogresses, sorcières, vampires) qui tentent de déstabiliser l’ascète. Par son courage et sa détermination (vira), il peut traverser les voiles de l’illusion (Mâyâ) afin de percevoir le monde tel qu'il est, sans ses propres projections.
Le crématoire est également le lieu de résidence de Kâlî, la déesse sous sa forme terrible, ou encore Tara au Bengale. Shiva, Kalbhairava, ou encore Mahakala, autant de formes destructrices du Divin, sont également liés à ces lieux considérés certes comme impurs, mais sacrés.
Les aghoris rendent un culte à ces divinités à l’apparence terrible et espèrent pour certains d’entre eux obtenir des pouvoirs (siddhi) par leurs austérités. Une légende raconte que Shiva sous la forme de Kalbhairava coupa l’une des cinq têtes de Brahma, en raison de l’arrogance de ce dernier. Il se rendit ainsi coupable de brahmicide (meurtre d'un brahmane) et dut expier ses fautes en menant une vie d’ascète pendant douze ans. Il conservait la tête de Brahma avec lui, jusqu’à ce qu’il la laisse tomber au bout de son cycle de pénitence dans la ville de Kashi (Varanasi). Il obtint ainsi la libération. C’est en mémoire de cette légende que les kapaliks, litt. porteurs de crânes, apparentés aux aghoris, conservent tout le long de leur vie un crâne humain (kapal).
Une pratique supposée des aghoris consiste en une méditation assise sur un cadavre (Shav Sadhana). Le cadavre (shava) par la puissance de l’ascète (shakti dans ce contexte), émanée de la déesse, devient Shiva.
Selon la lignée tantrika kinarami, cette pratique est avant tout symbolique, et s’apparente à des techniques d’investigation du Vedānta (connaissance de soi). Le crâne porté demeure le siège de la pensée, et donc de l’illusion, puisque c’est la confusion mentale qui entraine l’ignorance. Porter le crâne revient ainsi symboliquement, aux yeux des aghoris kapaliks, à se libérer soi-même du poids de cette confusion mentale. Ainsi purifié, le sâdakh (aspirant à la connaissance), parvient à la clarté de l’esprit. On retrouve déjà toutes ces notions dans l’enseignement supposé de Bhagvan Dattatreya.
Les aghoris possèdent également une forme de médecine spirituelle, qui consiste en une absorption symbolique de la maladie, et une en transmutation de celle-ci en santé, par le pouvoir du feu. Ils sont considérés comme des spécialistes de la psychologie traditionnelle : Bhuta Vidya. Ils peuvent communiquer et chasser les mauvais esprits (comme les ghûls du folklore musulman), responsables des troubles psychologiques de leurs patients. On leur a également attribué des pouvoirs de transmutation alchimique (Rasa Shastra).
Une réforme importante dans les pratiques aghoris a été instaurée par Aghoreshwar Bhagvan Ram, considéré par certains aghoris comme la réincarnation de Kina Ram Baba, et au-delà même, comme une incarnation de Shiva. Bhagvan Ram, constatant les ravages de la drogue et de l’alcool dans les crématoires et la misère des basses castes, interdit l’utilisation de stupéfiants à ses disciples. Il affirma que le crématoire du monde moderne résidait dans les lieux abandonnés de la société, envoyant ainsi les aghoris en "mission". Aider les plus pauvres, les intouchables, les oubliés du système, soigner les "impurs" (les lépreux sont considérés comme maudits par les Hindous[réf. nécessaire][Lesquels ?]) devaient selon Bhagvan Ram constituer les pratiques majeures des aghoris modernes.
Il fonda notamment un hôpital pour lépreux ainsi qu’une série d’ashrams en Inde. Il se rendit également à l’étranger (USA, Italie, etc) afin d’attirer l’attention sur la misère dans le monde, et l’importance de la spiritualité dans la vie de chaque homme. Les aghoris, déjà au temps du Kina Ram ont toujours insisté sur la dimension politique et révolutionnaire de leur démarche spirituelle[réf. nécessaire].

## Les sectesvaishnavasimportantes de sādhu

### Les Ramanandi
Les Ramanandi forment une secte créée à la suite de l'enseignement du philosophe Ramananda (XVe siècle). On les appelle aussi Vairāgî, ceux que le monde indiffère, et Avadhûta, ceux qui ont renoncé à tout. Ils pratiquent la bhakti de Râma et Sita.

## Upanishads

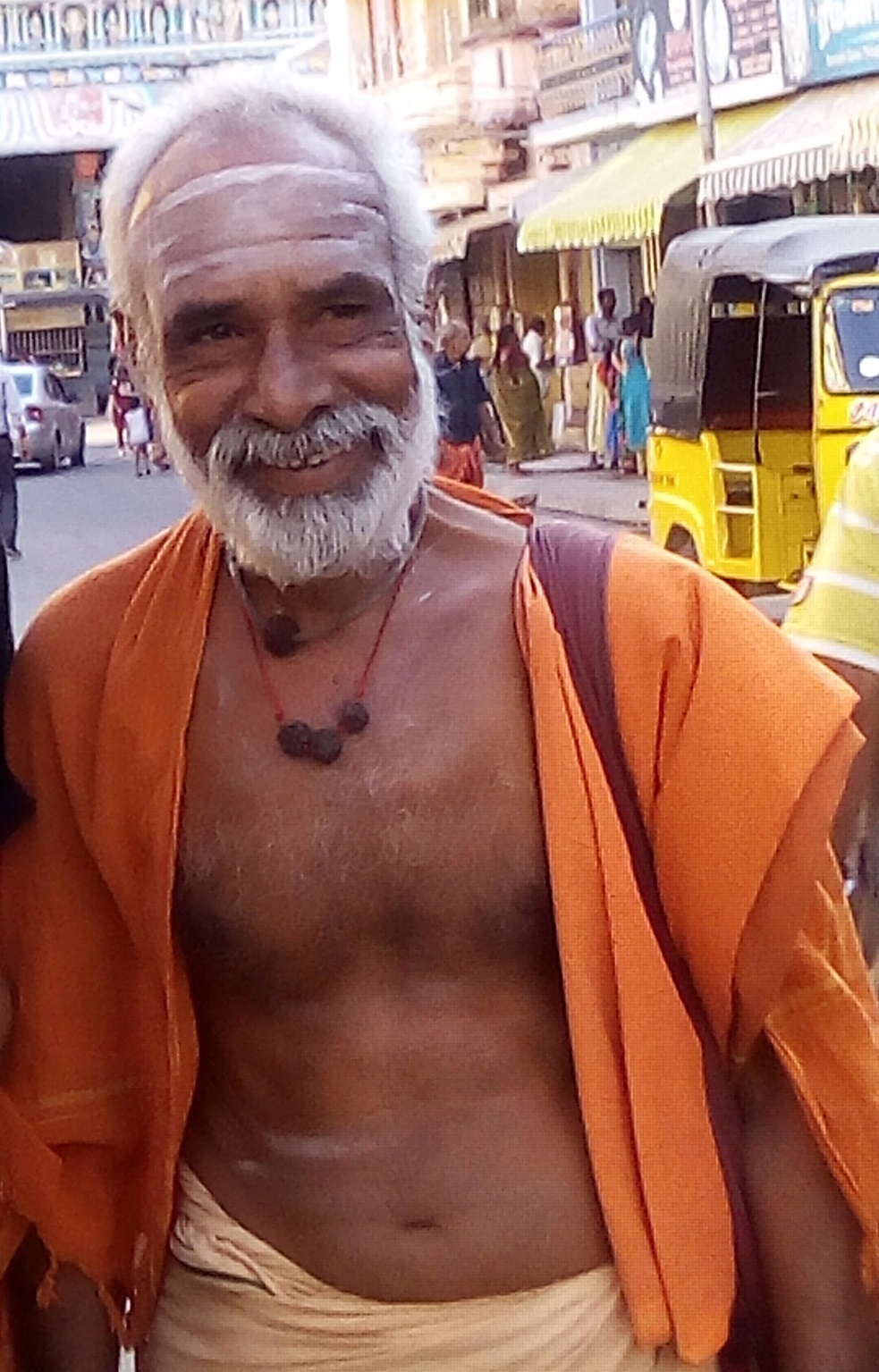
Un Sâdhu, dans le Tamil Nadu.

De nombreuses Upanishads portent sur la manière d'être du renonçant ou sadhu ; par exemple :

« Le moine mendiant est un connaisseur de la nature véridique de l'Atman. Il se déplace seul (...). Telle une antilope farouche, il ne se mêle pas à la compagnie d'autrui. Il ne fait pas obstruction au chemin d'autrui. Ayant tout rejeté à l'exception de son corps nu, il se maintient en vie à la façon de l'abeille qui butine. Méditant en permanence sur l'Atman et n'établissant plus aucune distinction entre les moindres choses et son propre Soi, il parvient à la libération. »

— Narada Parivrajaka Upanishad, IX, 23 (Atharva-Véda).

## Lois de Manu
Le respect absolu de l'Ahimsa (« Non-violence ») est une pratique constante du renonçant (sannyasin) ; les Lois de Manu en donnent quelques exemples pratiques :

« 8. Il doit s'appliquer sans cesse à la lecture du Véda, endurer tout avec patience, être bienveillant et parfaitement recueilli, donner toujours, ne jamais recevoir, se montrer compatissant à l'égard de tous les êtres. (...) 14. Qu'il évite de manger le miel et la chair animale, les champignons, le boûstrina (Andropogon schænanthus), l'herbe sigrouka, et les fruits du sléchmâtaka (Cordia Myxa) (...) 68. Afin de ne causer la mort d'aucun animal, que le Sannyâsî, la nuit comme le jour, même au risque de se faire mal, marche en regardant à terre. 69. Le jour et la nuit, comme il fait périr involontairement un certain nombre de petits animaux, pour se purifier, il doit se baigner et retenir six fois sa respiration. »

— Lois de Manu, chapitre 6.

## Dans le jaïnisme

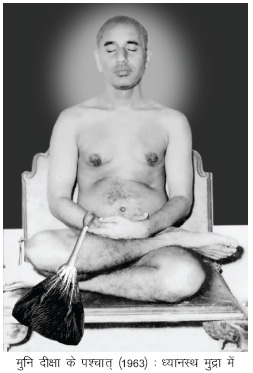
Muni Vidyananda, moine jaïn digambara.

Dans le jaïnisme, un sadhu écrit aussi saadhu est un moine-ascète du premier échelon. Appelé aussi muni, un groupe de sadhus est géré par un ganin. L'acarya quant à lui est le responsable de tout un ordre. Le mot sadhu est plus utilisé par la branche shvetambara, le mot muni par le courant digambara.